# Künstliche Knappheit
Unter künstlicher Knappheit versteht man das Marktverhalten eines Herstellers, der das Angebot seiner Produkte oder Dienstleistungen unterhalb der vorhandenen Nachfrage hält und durch diese Knappheit preistreibend wirkt. Dabei ist entweder die Produktionskapazität bewusst niedrig gehalten oder es werden nur festgelegte Stückzahlen pro Zeitspanne (Tag/Monat/Jahr) bzw. pro „Aktion“ ausgegeben.

## Allgemeines
Im Rahmen des Marketings wird künstliche Knappheit als Marketinginstrument genutzt. Um die Exklusivität eines Produktes oder einer Marke zu sichern, wird die produzierte Menge bewusst zu niedrig angesetzt und auf die möglichen Gewinne aus den nicht produzierten Mengen verzichtet. Typische Beispiele sind limitierte (und teilweise nummerierte) Sonderauflagen von Produkten, insbesondere von Luxusgütern. Auch werden vielfach Kunstdrucke in künstlich limitierter Auflage produziert. Diese künstliche Knappheit beruht auf dem Knappheitsprinzip aus der Psychologie, wonach Menschen eine Vorliebe für quantitativ begrenzte Güter zeigen, unabhängig von deren Produktqualität.  

## Klassische Theorie
In der klassischen ökonomischen Theorie kann eine „künstliche Knappheit“ auf einem vollkommenen Markt höchstens kurzfristig auftreten. Würde ein Anbieter weniger anbieten, als zum Marktpreis nachgefragt wird, würde ein anderer Anbieter die Marktlücke schließen und entsprechend mehr anbieten.

### Monopole
Jedoch ist die Marktform des vollkommenen Marktes in der Praxis meist nicht anzutreffen. Insbesondere im Fall von Monopolen ist der einzige Anbieter in der Lage, das Angebot künstlich zu verknappen und dank der höheren Preise dennoch einen höheren Ertrag (die sogenannte Monopolrente) zu erzielen.
Ein Sonderfall des Monopols sind Patente und Urheberrechte, die ebenfalls eine künstliche Knappheit beim Zugang und der Verwertung von Informationen schaffen, und damit erst Renditen ermöglichen, bzw. es entsteht überhaupt erst dann ein (künstlich verknappter) Markt.

### Kartelle
Auch Kartelle sind in der Lage, eine künstliche Knappheit herbeizuführen und damit höhere Preise zu erzielen. So waren die Ölpreiskrisen von 1973 und 1979/80 auf die Drosselung der Erdölförderung durch das OPEC-Kartell zurückzuführen und nicht etwa auf geringere Erdölreserven. In der Folge explodierte der Ölpreis und führte zu einer weltweiten Rezession. 
Künstliche Knappheit wird von der Ökonomie als marktschädigend betrachtet, da sie die Preise künstlich oberhalb des Gleichgewichtsniveaus hält. Moderne Marktwirtschaften verbieten daher Kartelle und bemühen sich, den Wettbewerb zu fördern.

## Arten
Künstliche Knappheit kann durch Unternehmen oder den Staat herbeigeführt werden. Ist das Angebot nicht auf natürliche Weise begrenzt wie beispielsweise bei Edelmetallen, so kann eine künstliche Knappheit erzeugt werden: 
- Eine künstliche Ursache von Knappheit wird vor allem von Unternehmen bei Luxusgütern praktiziert, die bewusst weniger anbieten, als Nachfrage vorhanden ist. Renommierte Modelabels (wie die It-Bags von Louis Vuitton, Hermès oder Chanel) oder Schmuckhersteller nutzen das Knappheitsprinzip durch Hochpreisstrategie und Wartezeit als zwei einer Luxusmarke inhärente Eigenschaften,[1] verzichten auf die Ubiquität und vermarkten ihre Produkte nur in wenigen ausgesuchten Flagship-Stores. Auch das Guerilla-Marketing und der Pop-up-Verkauf nutzen das Marketinginstrument der künstlichen Knappheit. Während Guerilla-Stores den Zugang zum Laden durch eine ungewöhnliche Lage reglementieren, bieten Pop-up-Stores ein zeitlich begrenztes (Windhundprinzip), knappes Sortiment an.[2]
- Staatlich angeordnete Einfuhrkontingente (wie die Zuckerquote) oder Produktionsquoten (Milchquote) stellen eine künstliche Verknappung des Angebots dar. Durch sie soll entweder die heimische Industrie geschützt oder ein Marktversagen beseitigt oder verhindert werden.

## Staatliche Eingriffe
Der Staat schafft in vielen weiteren Fällen künstliche Knappheit.
Bei einer Vielzahl von staatlichen Angeboten bestehen keine Marktpreise. Dies betrifft öffentliche Güter wie die Nutzung staatlicher Infrastruktur. In anderen Bereichen ist eine Lenkung der Nachfrage über Preise politisch nicht erwünscht (z. B. im Gesundheitswesen). Preise und Angebotsmengen müssen daher in diesen Bereichen administrativ festgelegt werden (administrierter Preis). Ist die bereitgestellte Angebotsmenge zu knapp, kommt es entweder zu Übernutzung (mit der Folge z. B. bei der Verkehrsinfrastruktur von Staus) oder einer Einschränkung des Zugangs zu dem Angebot (z. B. Budgetierung im Gesundheitswesen oder Numerus clausus beim Hochschulzugang).
Ein weiteres Feld, in dem der Staat künstliche Knappheit schafft, ist die Praxis der Genehmigungen und Konzessionen. So weisen Gemeinden in vielen Gegenden systematisch weniger Bauland aus als der Nachfrage entspricht. Hierdurch soll Zersiedelung vermieden werden. Ökonomisch führt dies dazu, dass Bauland auch in schlechten Lagen signifikant teurer ist als landwirtschaftliche Fläche zuzüglich Erschließungskosten, womit eine künstliche Knappheit herrscht.
Eine Reihe von Branchen (z. B. das Taxigewerbe) bedürfen staatlicher Konzessionen. Zur Einschränkung des Wettbewerbs sind auch diese meist künstlich knapp gehalten.

## Weitere Aspekte
Die Freiwirtschaft argumentiert, alternativ unterliege auch der Boden einer künstlichen Knappheit, da er ohne Durchhaltekosten gelagert werden kann. Dies bewirkt, dass Boden nicht nur als Bau- oder Ackerland einen Preis erzielt, sondern zusätzlich als Wertaufbewahrungsmittel. Dadurch steigen die Bodenpreise, da der Bedarf an Wertaufbewahrungsmitteln im Vergleich zum Bedarf an Bau- oder Ackerland unbegrenzt anwächst. Dadurch steigen die Bodenpreise immer weiter, solange kein besseres Wertaufbewahrungsmittel zur Verfügung steht wie z. B. Bargeld in einer deflationären Ökonomie, das von sich aus ständig an Kaufkraft dazugewinnt.